# Anthene wilsoni
Anthene wilsoni är en fjärilsart som beskrevs av Talbot 1935. Anthene wilsoni ingår i släktet Anthene och familjen juvelvingar. Inga underarter finns listade i Catalogue of Life.